# Sehradice
Sehradice (en allemand : Sechraditz) est une commune du district et de la région de Zlín, en République tchèque. Sa population s'élevait à 675 habitants en 2020.

## Géographie
Sehradice se trouve à 15 km au sud-est de Zlín, à 89 km à l'est de Brno et à 266 km au sud-est de Prague.
La commune est limitée par Slopné à l'est, par Lipová et Slavičín au sud, par Dolní Lhota à l'ouest et par Horní Lhota à l'ouest et au nord.

## Histoire
La première mention écrite du village date de 1261.

## Transports
Par la route, Sehradice se trouve à 6 km de Slavičín, à 21 km de Zlín, à 110 km de Brno et à 323 km de Prague.